# Вогнівкові
Вогнівкові (Pyralidae) — родина комах ряду Лускокрилих. Налічують приблизно 6200 видів.

## Опис
Вогнівки — нічні метелики. Їх гусінь живе в обплетених шовком листках, деякі види проточують плоди або пагони, плетуть шовковині трубки, які прикріплюють до рослин.

## Види
- Млинова вогнівка
- Акацієва вогнівка
- Борошняна вогнівка
- Вогнівка соняшникова
- Аґрусова вогнівка